# Şaphane
Şaphane ist eine Stadt und Hauptort des gleichnamigen Landkreis der türkischen Provinz Kütahya. Die Stadt liegt etwa 80 Kilometer südwestlich der Provinzhauptstadt Kütahya. Die im Stadtlogo vorhandene Jahreszahl (1915) dürfte auf das Jahr der Ernennung zur Stadtgemeinde (Belediye) hinweisen.
Der Landkreis liegt im Südwesten der Provinz. Er grenzt im Westen an die Kreise Pazarlar und Simav, im Osten an den Kreis Gediz und im Südwesten an den Kreis Selendi (Provinz Manisa). Südlich der Kreisstadt durchquert die Fernstraße D240 den Landkreis, die von Bergama an der Ägäisküste bis Kütahya führt. Im Osten des Ortes liegt der 2120 Meter hohe Berg Şaphane Dağı (auch Akdağ). Im südlichen Teil des Kreises befinden sich verschiedene kleine Seen, darunter der Kızıloltük Göleti.
Der Kreis wurde 1988 aus dem südwestlichen Teil des Kreises Gediz gebildet (Gesetz Nr. 3392). Bis dahin war Şaphane ein eigener Bucak mit zehn Dörfern innerhalb dieses Kreises und hatte bei der letzten Volkszählung vor der Gebietsänderung (1985) eine Bevölkerungszahl von 11.089, wobei 4.731 auf die verwaltende Gemeinde (Bucak Merkezi) Şaphane entfielen.
Ende 2020 bestand der Landkreis Şaphane neben der Kreisstadt aus zwölf Dörfern (Köy) mit durchschnittlich 255 Bewohnern. Die Skala der Einwohnerzahlen reicht von 713 (Karamanca) bis 79 (Karamustafalar). Fünf Dörfer haben mehr Einwohner als der Durchschnitt (255).